# Gymnoscelis minutissima
Gymnoscelis minutissima är en fjärilsart som beskrevs av Swinhoe 1902. Gymnoscelis minutissima ingår i släktet Gymnoscelis och familjen mätare. Inga underarter finns listade i Catalogue of Life.